# Gboard
Gboard je služba virtuální klávesnice vyvinutá společností Google pro zařízení s operačními systémy Android a iOS. Poprvé byla vydána pro operační systém iOS v květnu 2016, v prosinci 2016 následovala verze pro operační systém Android a debutovala jako významná aktualizace již zavedené aplikace klávesnice Google pro operační systém Android.
Gboard má nepřetržité psaní, vyhledávání Google, které zahrnuje zadávání a předpovídání odpovědí, snadné vyhledávání a sdílení emodži (včetně navrhování emodži místo slov a rozpoznávání nakreslených emodži) a obrázků GIF, možnost zvolit si tmavé téma a nastavit si vlastní obrázek na pozadí a hlasové vyhledávání. Za zmínku stojí, že v době vydání v systému iOS klávesnice měla pouze angličtinu a další jazyky byly přidány až v následujících aktualizacích. V době vydání verze pro Android bylo podporováno více než sto jazyků.

## Funkce
V době svého vydání obsahoval Gboard vyhledávání Google, nepřetržité psaní, snadné vyhledávání a sdílení emodži a GIFů, prediktivní zadávání textu, který předpovídá, co bude napsáno příště, a podporu mnoha jazyků. V době, kdy byla klávesnice vydána pro systém iOS, uměla pouze angličtinu a v době vydání verze pro Android už podporovala více než sto jazyků.
Aktualizace aplikace pro iOS ze srpna 2016 přidala do aplikace pro iOS francouzštinu, němčinu, italštinu, portugalštinu a španělštinu a také možnost vložit emodži podobné významu toho, co bylo napsáno. Byla přidána možnost vybrat si tmavé téma a vytvořit si vlastní.
V aktualizaci z února 2017 byla do verze pro iOS přidána podpora chorvatštiny, češtiny, dánštiny, finštiny, řečtiny, polštiny, rumunštiny, švédštiny, katalánštiny, maďarštiny, malajštiny, ruštiny, španělštiny a turečtiny a také hlasové vyhledávání.
V aktualizaci dubna 2017 Google zvýšil počet podporovaných indických nářečí 11 na 22.
V aktualizaci z června 2017 Android přidala možnost rozpoznávání nakreslených emoji a předpovídání dalších frází.
Aktualizace z března 2019 přidala schopnost rozpoznávat řeč bez připojení k internetu.
Aktualizace z února 2020 přidala možnost vytvářet sloučení emodži.
V aktualizaci z července 2020, která proběhla na straně vývojářského serveru, Gboard pro Android zavedl podporu kopírování obrázků do schránky a možnost vkládání z ní. Zároveň zmizelo vestavěné vyhledávání Google, které bylo klíčovou funkcí klávesnice od vydání aplikací.
V aktualizaci ze září 2020 byla přidána podpora virtuální klávesnice pro Android TV.